# Casa al carrer Raval del Remei, 5 (Caldes de Montbui)
La Casa al carrer Raval del Remei, 5 és una obra de Caldes de Montbui (Vallès Oriental) protegida com a bé cultural d'interès local.

## Descripció
És un edifici unifamiliar entre mitgeres de planta baixa i dos pisos amb la teulada a doble vessant. La porta d'accés a l'habitatge està formada per un arc de mig punt, amb grosses dovelles de pedra vermella. La dovella central o clau està adornada per un escut, esculpit a la mateixa pedra amb la data que fa referència a l'any 1555. A sobre hi ha una balconada amb una llosana de pedra motllurada, la barana de ferro forjat, i els brancals també de pedra, amb unes petites decoracions florals. A la segona planta hi ha una finestra quadrangular sense cap mena de decoració. La façana està rematada amb un fris dentat a la part inferior del voladís de la teulada.

## Història
Devia ser una casa pairal degut a l'existència d'un pou justament a l'entrada de la casa. Actualment aquest està tapat. És ben segur que és del segle xvi, ja que fou en aquesta època quan es realitzà l'expansió de la ciutat fora de la muralla en el Portal de Vic i l'escut té la data de 1555.
L'edifici se situa actualment en el carrer Raval del Remei, antic camí de Vic, quasi enfront de la plaça del Marquès de Caldes de Montbui, fora de l'antiga ciutat emmurallada i just davant de l'antic Portal de Vic. Fou l'expansió de la ciutat, gràcies al camí de Vic i a la seva porta d'accés a la ciutat, els que donaren lloc a la formació fora del recinte emmurallat en direcció a l'ermita del Remei, del raval del Remei. El barri ja està documentat al segle xvi, en canvi el carrer del Raval del Remei pren aquest nom definitiu en el segle xix.